# 背斑尖鼻魨
背斑尖鼻魨為輻鰭魚綱魨形目四齒魨亞目四齒魨科的其中一種，為熱帶海水魚，分布於中東大西洋的象牙海岸及迦納海域，棲息深度20-40公尺，體長可達3.9公分，棲息在礁石區，生活習性不明。